# Hebron (Nebraska)
Hebron és una població dels Estats Units a l'estat de Nebraska. Segons el cens del 2000 tenia 1.565 habitants.

## Demografia
Segons el cens del 2000, Hebron tenia 1.565 habitants, 700 habitatges, i 417 famílies. La densitat de població era de 431,6 habitants per km².
Dels 700 habitatges en un 25% hi vivien nens de menys de 18 anys, en un 50,6% hi vivien parelles casades, en un 6,7% dones solteres, i en un 40,3% no eren unitats familiars. En el 38,9% dels habitatges hi vivien persones soles el 22,1% de les quals corresponia a persones de 65 anys o més que vivien soles. El nombre mitjà de persones vivint en cada habitatge era de 2,15 i el nombre mitjà de persones que vivien en cada família era de 2,85.
Per edats la població es repartia de la següent manera: un 22,6% tenia menys de 18 anys, un 4,4% entre 18 i 24, un 21,9% entre 25 i 44, un 25% de 45 a 60 i un 26,1% 65 anys o més.
L'edat mediana era de 46 anys. Per cada 100 dones de 18 o més anys hi havia 87,5 homes.
La renda mediana per habitatge era de 31.000 $ i la renda mediana per família de 39.524 $. Els homes tenien una renda mediana de 30.655 $ mentre que les dones 19.009 $. La renda per capita de la població era de 20.505 $. Aproximadament el 4,9% de les famílies i el 9,5% de la població estaven per davall del llindar de pobresa.

## Poblacions més properes
El següent diagrama mostra les poblacions més properes.